# Sōichi Noguchi
Sōichi Noguchi (jap. 野口 聡一, Noguchi Sōichi; * 15. April 1965 in Yokohama, Japan) ist ein ehemaliger japanischer Astronaut.
1984 schloss Noguchi erfolgreich die Oberschule von Chigasaki ab, um anschließend ein Ingenieurstudium an der Universität Tokio zu beginnen, das er 1989 mit einem Bachelor und 1991 mit einem Master-Diplom als Luftfahrttechniker erfolgreich beendete.
Noguchi ist verheiratet und hat drei Kinder.

## Astronautentätigkeit
Im Juni 1996 wurde Noguchi von der NASDA, der Vorgängerin der japanischen Raumfahrtbehörde JAXA, als Astronaut ausgewählt. Im August ging er zum Johnson Space Center (JSC), um dort zwei Jahre lang eine Ausbildung zum Missionsspezialisten zu absolvieren. Im Anschluss nahm er 1998 an einem Basistraining für russische bemannte Weltraumsysteme im Juri-Gagarin-Kosmonautentrainingszentrum teil. Zudem wurde er am JSC in das japanische ISS-Experimentalmodul Kibō eingewiesen.

### Erster Einsatz: STS-114

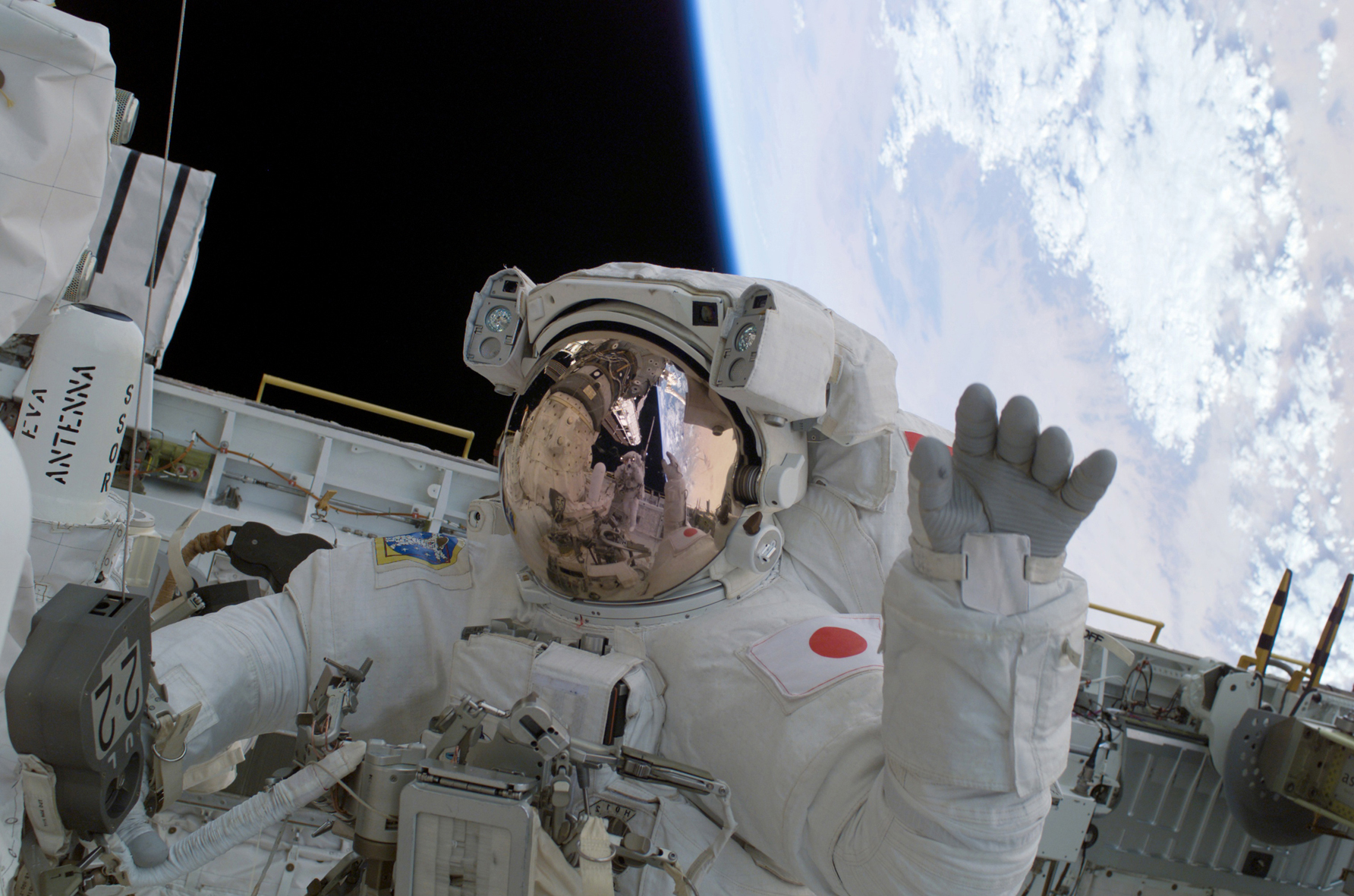
Noguchi Sōichi bei seinem Weltraumausstieg

Ab April 2001 bereitete sich Noguchi auf seinen ersten Raumflug vor, der wegen des Columbia-Unglücks im Februar 2003 mehrfach verschoben wurde. Am 26. Juli 2005 startete er mit STS-114 zum ersten Flug eines Space Shuttles nach dem Absturz der Columbia. Noguchi führte drei Weltraumausstiege (EVAs) mit einer Gesamtdauer von über 20 Stunden durch.

### Zweiter Einsatz: ISS-Stammbesatzung 2009/2010
Noguchi führte von Dezember 2009 bis Mai 2010 im Rahmen der ISS-Expeditionen 22 und 23 einen Langzeitaufenthalt auf der Internationalen Raumstation durch. Der Start mit dem Raumschiff Sojus TMA-17 erfolgte am 20. Dezember 2009, die Rückkehr am 2. Juni 2010.

### Dritter Einsatz: ISS-Stammbesatzung 2020/2021
Zunächst war er als Bordingenieur für die ISS-Expeditionen 62 und 63 vorgesehen. Der Start war für April 2020 geplant, jedoch musste Noguchi den Platz wegen Verzögerungen bei den Testflügen neuer US-amerikanischer Raumschiffe (CCDev) für einen US-Astronauten räumen. Stattdessen wurde er für die Mission SpaceX Crew-1 eingeteilt. Die Mission startete am 16. November 2020 und erreichte die ISS am Folgetag. Sōichi Noguchi und die drei weiteren Crewmitglieder komplettierten damit die ISS-Expedition 64. Die Rückkehr zur Erde erfolgte am 2. Mai 2021.

## Öffentlichkeit
Noguchi veröffentlichte über seinen Twitter-Kanal täglich Fotos von der ISS und der Erde.

## Auszeichnungen und Ehrungen
1997 wurde der Asteroid (5734) Noguchi nach ihm benannt.